# Ранко Радовић
Ранко Радовић (Подгорица, 18. август 1935 — Београд, 15. фебруар 2005) био je српски архитекта, сликар, и теоретичар архитектуре. Након његове смрти је установљена награда која носи његово име. Једини је домаћи архитекта чије је дело „Спомен кућа битке на Сутјесци” увршћено у књигу Чарлс Џенкса, Еволутивно стабло, 1991, 1993. године.

## Биографија
Магистрирао је 1971. године у Београду, код професора Оливера Минића. Докторирао је у Паризу 1980. године на Сорбони, код проф. Бернара Доривала.

## Просветни рад
Започео је професорску каријеру на Архитектонском факултету Универзитета у Београду (1972—1992), где је предавао „Савремену архитектуру и урбанизам“. Почетком ратних деведесетих одлази у Јапан, где је наставио професуру. Три године је провео у Јапану и још пет у Финској. Његов боравак у Јапану је подстакао низ предавања о архитектури Јапана на Коларчевом народном универзитету.
По позиву, 1996. године оснива и води „ Школу Архитектуре“, Смер за архитектуру и урбанизам, Факултету техничких наука Универзитета у Новом Саду. Готово 30 година руководио је последипломским студијама из савремене Архитектуре у Београду и Новом Саду.
Радовић је био редовни професор Универзитета у Новом Саду, Универзитета уметности у Београду, Техничког универзитета у Хелсинкију, Финска и Универзитета Цукуби, Јапан. Био је предавач на више од 20 универзитета у Риму, Палерму, Стокхолму, Паризу, Киону, Мелбурну, Хјоту, Лисабону...
Био је председник International Federation for Housing and Planning (IFHP) (Међународна федерација за урбанизам и становање, 1984-1992), члан Савета International Union of Architects (UIA) (Међународна унија архитеката, 1984-1990) и члан Дукљанске академије наука и умјетности у Подгорици.

## Политички рад
Радовић није исказивао интересовање за политику, али је изабран у владу Црне Горе премијера Мила Ђукановића јануара 2003. године. Био је потпуно несвакидашњи и оригиналан министар, када је пар дана по именовању затражио да му се као службено возило министарства додели бицикл. Оставку на место министра подноси 11. септембра 2003. године, а свој бицикл је поклонио најбољем ученику једне подгоричке основне школе.

## Дела

### Архитектонска
- 16 урбанистичких пројеката за насеља у Југославији, Финској и Луксембургу
- Занатско-услужни центар „Градић Пејтон“ на Чубури, Београд, 1968-1971.
- Скупштина општине, Аранђеловац, 1974.
- Спомен-кућа битке на Сутјесци, Тјентиште, 1964-1971.
- Спомен обиљежје Љутотук, у Даниловград, 1975.
- Пошта, Врњачка Бања, 1975-1977.
- Банка, Врњачка Бања, 1976-1979.
- Хотел „Партизанка“ у Врњачкој Бањи, 1977, 1985.
- Пошта / банка, Апатин, 1986.
- Атеље 212 у Београду ,1992.
- Надградња ФТН, Нови Сад, 1996.
- Хала, Димитровград, 1996-2001.

## Књижевна
Објавио је преко 300 научних и стручних студија и есеја, 14 књига (3 у иностранству). Такође је аутор више од 30 ТВ емисија и серија о архитектури. Писао је за бројне архитектонске часописе.
- О архитектури, Клуб Младих Архитеката, Београд, 1971.
- Физичка структура града, ИАУС, Београд, 1972.
- Градски центри, Архитектонски факултет, Београд, 1976.
- Живи простор, Независна издања Слободана Машића, Београд, 1979.
- Форма града, STYLOS, Novi Sad, 2003 / Orion art, Београд, 2003 / Грађевинска књига, Београд, 2009.
- Антологија кућа, Грађевинска књига, Београд, 1985,1988,1989,1991.
- Нова антологија кућа, Грађевинска књига, Београд, 2007.
- Савремена архитектура, STYLOS, Нови Сад, 1998,2001.
- Врт или кавез, Прометеј, Нови Сад, 1995.
- Нови врт и стари кавез, STYLOS, Нови Сад, 2005.

## Награде
- 1987. Награда Београдског салона
- 1997. Награда УЛУПУДС за животно дело
- 1997. Вукова награда

## Награда „Ранко Радовић“
Удружење ликовних уметника примењених уметности и дизајнера Србије (УЛУПУДС) додељује награду „Ранко Радовић“.
Награда се додељује: 
- аутору најбољег текста о архитектури, и
- аутору најзначајнијег архитектонског дела насталог у прошлој години.